# Kovdor
Kovdor (russisk: Ковдор; fra samisk "Slange") er en by på 20.300 indbyggere (2005), beliggende på Kolahalvøen i Murmansk oblast i det nordvestlige Rusland.

## Befolkning
| 1959  | 1979   | 1989   | 2002   | 2006   |
| ----- | ------ | ------ | ------ | ------ |
| 5.400 | 23.200 | 30.500 | 20.867 | 19.900 |